# 6980 Kyusakamoto
6980 Kyusakamoto eller 1993 SV1 är en asteroid i huvudbältet som upptäcktes den 16 september 1993 av de båda japanska astronomerna Kazuro Watanabe och Kin Endate vid Kitami-observatoriet. Den är uppkallad efter den japanske.sångaren och skådespelaren Kyu Sakamoto.
Asteroiden har en diameter på ungefär 9 kilometer och den tillhör asteroidgruppen Koronis.